# Zheng Xuan
Zheng Xuan chinesisch 鄭玄 / 郑玄, Pinyin Zhèng Xuán, W.-G. Cheng Hsüan, (* 127 in Weifang; † 200), zì Kangcheng (康成), war ein einflussreicher Kommentator und konfuzianischer Gelehrter der Han-Dynastie. Er war ein Schüler von Ma Rong.

## Leben und Wirken
Zheng stammte aus Gaomi (Shandong) und ging in die Hauptstadt Luoyang (Henan), um sich an der Nationalen Universität einzuschreiben. Einer seiner Lehrer dort war Diwu Yuanxian (第五元先). Anschließend kam er nach Dongjun (Henan) und wurde ein Schüler von Zhang Hongzu, der ihn in den Zhouguan Zhouli (Riten der Zhou) und anderen Schriften unterrichtete. Die konfuzianischen Texte, die er bisher studiert hatte, entstammten der Tradition der neuen Texte. So wuchs sein Interesse, auch die alttextliche Überlieferung zu studieren. Er reiste daher weiter nach Chang’an (Shaanxi) und traf dort auf den konfuzianischen Gelehrten Lu Zhi, der ein Schüler von Ma Rong war. Ma Rong selbst wurde später auf Zheng aufmerksam, als er von dessen Expertise in astronomischen Berechnungen hörte.
Zheng kehrte in seine Heimatstadt zurück und unterrichtete dort als Privatlehrer zahlreiche Schüler, da es schwierig war, einen Posten in den staatlichen Institutionen zu erhalten. Er galt als Anhänger der alttextlichen Überlieferung und es kam zu Spannungen mit den Lehrern der Neutextschule.
Von den rund sechzig Texten, die Zheng zugeschrieben werden, sind nur wenige vollständige Werke erhalten geblieben; darunter die drei Kommentare zu den Ritenklassikern – Liji (Buch der Riten), Zhouli (Riten der Zhou) und Yili (Etikette und Riten) – sowie ein angehängter Unterkommentar zum Mao Shijing (Buch der Lieder).
Michael Nylan, Professorin für die Geschichte des Frühen China an der University of California in Berkeley, beurteilte Zhengs Intentionen wie folgt:

“aimed to ‘raise a single principle that applies to a myriad cases … so as to minimize [the need for independent] thought’”

„zielte darauf ab, ‚ein einziges Prinzip zu erheben, das für unzählige Fälle gilt … um [die Notwendigkeit für unabhängiges] Denken zu minimieren‘“

## Werke (Auswahl)
Die gesammelten Werke von Zheng Xuan sind unter dem Titel Zheng Kangcheng ji (郑康成集) in der Sammlung Han Wei Liuchao mingjia ji chuke (汉魏六朝名家集初刻) enthalten.
- Zheng zhi. (chinesisch, (archive.org)).
- Yi li Zheng shi zhu ju dou : [17 juan]. (chinesisch, 儀禮鄭注句讀 : [17卷] archive.org).